# Åkirkeby kommun
Åkirkeby kommun (danska: Åkirkeby Kommune eller Aakirkeby Kommune) var en kommun i Bornholms amt i Danmark. Kommunens centralort var staden Åkirkeby.
Kommunen bildades vid den danska kommunreformen 1970 och bestod av socknarna (sognene):
- Nylarskers socken
- Pederskers socken
- Vestermarie socken
- Åkers socken
- Åkirkeby socken

2003 uppgick kommunen i Bornholms regionkommun.

## Borgmästare
- Aksel Jensen, 1 april 1970–31 december 1985[2]
- Birthe Juel-Jensen, 1 januari 1986–31 december 2001[2]
- Britta Kofoed, 1 januari 2002–31 december 2002[2]

Denna lista hämtas från Wikidata. Informationen kan ändras där.